# Nacionalni komitet oslobođenja Jugoslavije
Nacionalni komitet oslobođenja Jugoslavije (NKOJ) osnovan je odlukom Drugoga zasjedanja AVNOJ-a 30. studenoga 1943. godine. Za predsjednika je imenovan Josip Broz Tito. Tito je u svojstvu predsjednika NKOJ-a 16. lipnja 1944. na Visu sklopio sporazum s predsjednikom kraljevske vlade Kraljevine Jugoslavije Ivanom Šubašićem.
Dana 5. ožujka 1945. u Beogradu su Šubašić i NKOJ podnijeli ostavke, nakon čega je kraljevo Namjesničko vijeće povjerilo Brozu mandat za sastav nove vlade. Privremena vlada Demokratske Federativne Jugoslavije formirana je 7. ožujka 1945.